# Le due strade
Le due strade (Manhattan Melodrama) è un film del 1934 diretto da W. S. Van Dyke.

## Trama
15 giugno 1904, affondamento della nave PS General Slocum. Dalla tragedia si salvano pochissime persone, tra cui due giovani, Blackie Gallagher e Jim Wade, che nel disastro hanno perso i genitori e che sono sopravvissuti grazie all'intervento miracoloso di un giovane prete. I due ragazzi vengono presi in affidamento da Poppa Rosen, un russo di origini ebraiche che ha perso il figlio nell'incidente della Slocum. Rosen viene ucciso accidentalmente da un poliziotto a cavallo in una manifestazione comunista cui fa capo Leon Trotsky.
Gli anni passano e i due sopravvissuti sono ormai come fratelli, eppure profondamente diversi: Jim sogna di diventare avvocato e fa ogni sorta di lavoro per pagarsi gli studi, mentre Blackie è un delinquente di periferia, attaccabrighe, irascibile, col vizio del gioco d'azzardo e del racket. Le strade dei due giovani subiscono un brusco cambiamento. Jim si arruola nella polizia e diventa il braccio destro del procuratore distrettuale, mentre Blackie, con i soldi guadagnati dal racket, apre insieme ai suoi compari criminali un casinò che gli frutta molto denaro. Blackie è fidanzato con Eleanor, una ragazza tranquilla senza troppi vizi, che però non sopporta lo stile di vita del suo compagno, soprattutto perché pensa agli affari e la trascura, e per questo inizia a considerare di lasciarlo.

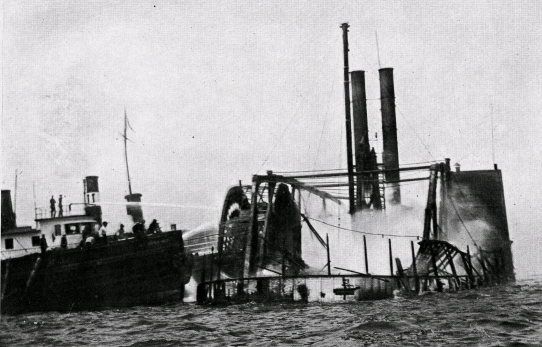
L'affondamento della General Slocum

Jim e Blackie si vedono sempre meno, ma una sera si incontrano casualmente al Cotton Club, dove Blackie discute con Eleanor del loro futuro ma per un imprevisto deve abbandonarla promettendo di tornare il prima possibile. Passano le ore ma Blackie non si fa vivo, quindi Jim fa la conoscenza di Eleanor e si offre di accompagnarla a casa. Quando Blackie torna a casa della donna, i due hanno un'accesa discussione: Eleanor propone a Blackie di cambiare vita se vuole continuare il rapporto ma, al rifiuto di lui, la ragazza gli comunica con delusione di aver deciso di troncare la storia.
Qualche tempo dopo, Blackie e il suo compagno d'affari Spud uccidono un uomo che non ha versato la somma mensile di denaro richiesta, ma nel luogo dell'uccisione Spud lascia il soprabito di Jim preso da casa di Eleanor. La procura indaga quindi su Jim e il suo possibile coinvolgimento, ma Blackie riesce a salvare l'amico affidandosi alle sue conoscenze. Jim ricambia il favore annunciandogli che presto la polizia avvierà un'operazione su larga scala volta a togliere il crimine dalle periferie e che quindi Blackie per alcuni giorni non dovrà farsi trovare in determinate zone.
Passano alcuni mesi, Jim ed Eleanor si sono sposati e convivono felicemente. Blackie è felice che la sua ex abbia trovato l'uomo giusto, ma anche lui si è trovato una nuova compagna. Intanto Jim ha acquisito molto potere e sta correndo per la carica da sindaco di New York. Un giorno, durante una corsa di cavalli, Blackie incontra Eleanor e, stupito del fatto che la donna si trovi in un posto come quello, intuisce che qualcosa non va. Infatti, un dipendente di Jim, Mr. Snow, è riuscito in qualche modo a scoprire che Blackie è amico del possibile futuro sindaco e che tempo addietro coprì un omicidio di cui era indiziato Blackie e che sta minacciando l'uomo di rivelare tutto così da rovinargli la carriera.
Blackie è pronto a difendere l'amico fino alla fine, e uccide Mr. Snow nei bagni del Madison Square Garden. Tuttavia, diverse testimonianze incastrano Blackie, che viene arrestato e condannato a morte per omicidio volontario. Jim è eletto sindaco e, prima dell'esecuzione, tiene un discorso privato con Blackie, dichiarandosi disposto a commutare la condanna se non scagionarlo, ma Blackie non vuole che l'amico rigetti i suoi solidi principi che fino a d'ora ha sempre rispettato. Turbata all'avvicinarsi dell'esecuzione, Eleanor chiede a Jim di fare tutto il possibile anche contro il volere dell'amico, ma a malincuore Jim capisce che Blackie ha fatto la sua scelta e sarebbe inutile fare ulteriori tentativi.
Il giorno dell'esecuzione, Blackie viene trasferito al carcere di massima sicurezza Sing Sing, e proprio qui incontra il prete che anni prima gli salvò la vita. Parlando con lui prima di essere messo sulla sedia elettrica, ammette di aver scelto la strada sbagliata ma ritiene che sia inutile rimpiangere ora le proprie scelte. Alcuni giorni dopo l'esecuzione di Blackie, Jim contatta Eleanor promettendole d'ora in poi di farle fare la vita che ha sempre sognato, dimettendosi dalla carica di sindaco, tornando a un'esistenza normale.

## Produzione
Il film fu prodotto con una discreta spesa sufficiente a coprire il breve periodo di lavorazione, e il suo inaspettato successo caratterizzò la carriera di Myrna Loy e William Powell.
Il protagonista Clark Gable fu oggetto di critiche positive per la sua solita e realistica interpretazione, tuttavia fu candidato ai Premi Oscar per il suo ruolo in La tragedia del Bounty, uscito contemporaneamente a Manhattan Melodrama.
Lo sceneggiatore Arthur Caesar vinse il premio Oscar al miglior soggetto alle premiazioni del 1935 venendo molto acclamato.
Il film è entrato - si può dire - nella storia del cinema per via della morte di John Dillinger, un rapinatore di banche attivo durante la grande depressione che insieme alla compagna aspettava di vedere il film al Biograph Theater.
Sfruttando la notorietà dell'uccisione, la Metro-Goldwyn-Mayer fece leva sui media per pubblicizzare il film. L'unico membro del cast a opporsi a questa scelta fu Myrna Loy.

## Riconoscimenti
- Premi Oscar 1935
  - Oscar al miglior soggetto